# Mizzi Vogl
Mizzi Vogl, verheiratete Piekarski (* 12. März 1884 in Wien; † 12. Jänner 1968 in Salzburg) war eine österreichische Kunsthandwerkerin, Textilkünstlerin und Fachklassenleiterin an der Kunstgewerbeschule der Technischen Lehranstalten in Offenbach am Main.

## Leben und Werk
Marie Johanna Julie Vogl war die Tochter von Johanna Friederike Vogl, geborene Baudis. Ihr Vater, der Ingenieur Anton Vincenz Vogl, war Oberinspektor der Österreichisch-ungarischen Staatseisenbahngesellschaft. Sie besuchte die Graphische Lehr- und Versuchsanstalt und absolvierte in den Jahren 1908 bis 1910 ein Studium an der Kunstgewerbeschule Wien in der Fachklasse Architektur bei Josef Hoffmann und in der Textilwerkstätte bei Rosalia Rothansl.
Im Anschluss an die Ausbildung war Vogl in der Wiener Werkstätte tätig. In der Sammlung des Museums für angewandte Kunst Wien zeugen dreißig Entwürfe von der Kooperation mit dem Goldschmied Oscar Dietrich. Darunter befinden sich Entwürfe für Broschen, Armbänder, Gürtelschließen und Gehstockknäufe. Auf der Ausstellung österreichisches Kunstgewerbe im Jahr 1910/1911 wurde ihr Schmuckdesign gezeigt. Die Stoffmuster «Edelkoralle», «Edelmarder» und «Kanarienvogel» entwarf sie für die Wiener Werkstätte. Das Design «Edelmarder» wurde auch als Tapetenmuster produziert. Auch der Entwurf für ein besticktes Tischtuch ist überliefert.
Im Jahr 1914 wurde sie an die Kunstgewerbeschule der Technischen Lehranstalten im Offenbach am Main berufen. Sie übernahm dort die Klasse für künstlerische Frauenarbeit.

„Für die künstlerische Frauenarbeit ist vor einem Jahr die Wienerin Mizzi Vogl berufen worden, eine Schülerin von Josef Hoffmann, die mit ihrer Wiener Farbenfreude die Solidarität und Tonigkeit von (Franz) Francke sehr glücklich ergänzt. Die Schüler werden auch hier nicht etwa durch eigene Vorbilder erzogen, sondern zu selbständigem Suchen und Finden angeleitet, nur daß eine ganz andere künstlerische Anschauung sich naturgemäß von Anfang an durchsetzt. Flächenhaftes und starkfarbiges sehen wird durch die Verwendung von Buntpapieren (zum Ausschneiden und Aufkleben von Mustern) am Anfang anerzogen. Dann erst treten Pinsel und Tusche in ihr Recht, und erst wenn man im freien Ornamententwerfen hinlänglich geübt ist, kommt die Praxis des Stickens, Spitzennähens, Webens u.s.f.“

## Werke (Auswahl)
- vor 1910: Entwurf für einfarbigen Zeugdruck[3]
- 1910: Leinen-Polster[4]
- 1910: Neujahrskarte unter Verwendung des WW-Stoffmusters «Edelkoralle»[5]
- um 1910: Tischtuch[6]
- 1910–1911: Stoffmuster Kanarienvogel[7][8][9]
- 1910–1911: Stoffmuster Edelmarder[10][11]
- 1910–1912: Stoffmuster Edelkoralle[12]
- vor 1911: Truhe mit gesticktem Überzug[13]
- um 1911: Musterbuchseite Feldlerche, Kanarienvogel, Alpenfalter[14]
- um 1911: Kleid mit hoher Taille, Kurzarm mit separaten Ärmeln, Gürtel mit Quasten[15]
- um 1911: Musterbuchseite Edelmarder, Baumfalke[16]
- um 1911: Musterbuchseite Edelkoralle, Goldfasan[17]
- vor 1913: Tapetenmuster auf Rahmen: Monte Carlo (Col.1, Entwurf: Carl Krenek) und Edelmarder (Col.2, Entwurf: Mizzi Vogl)[18]

## Ausstellungen
- 1909: Designausstellung der Kunstgewerbeschule Wien
- 1910/1911: Ausstellung österreichisches Kunstgewerbe im Österreichischen Museum für Kunst und Industrie[19]
- 1911/1912: Ausstellung österreichisches Kunstgewerbe im Österreichischen Museum für Kunst und Industrie
- 1914: „Gut und Böse,“ Offenbach[20]

Posthum
- 2021: „Die Frauen der Wiener Werkstätte.“ MAK – Museum für angewandte Kunst[21]